# Sénonien
Stratigraphie
Le Sénonien est une subdivision de l'échelle des temps géologiques, qui regroupe  le Coniacien, le Santonien, le Campanien et le Maastrichtien. Son stratotype est caractérisé par la craie blanche de Sens.

| Période                                                    | Séries    | Étage         | Âge (Ma)       |
| ---------------------------------------------------------- | --------- | ------------- | -------------- |
| Paléogène                                                  | Paléocène | Danien        | Plus jeune     |
| Crétacé                                                    | Supérieur | Maastrichtien | 72.2 - 66.0    |
| Crétacé                                                    | Supérieur | Campanien     | 83.6 - 72.2    |
| Crétacé                                                    | Supérieur | Santonien     | 85.7 - 83.6    |
| Crétacé                                                    | Supérieur | Coniacien     | 89.8 - 85.7    |
| Crétacé                                                    | Supérieur | Turonien      | 93.9 - 89.8    |
| Crétacé                                                    | Supérieur | Cénomanien    | 100.5 - 93.9   |
| Crétacé                                                    | Inférieur | Albien        | 113.2 - 100.5  |
| Crétacé                                                    | Inférieur | Aptien        | 121.4 - 113.2  |
| Crétacé                                                    | Inférieur | Barrémien     | 125.77 - 121.4 |
| Crétacé                                                    | Inférieur | Hauterivien   | 132.6 - 125.77 |
| Crétacé                                                    | Inférieur | Valanginien   | 137.05 - 132.6 |
| Crétacé                                                    | Inférieur | Berriasien    | 143.1 - 137.05 |
| Jurassique                                                 | Malm      | Tithonien     | Plus âgé       |
| Subdivision de la période Crétacé selon l'UISG, août 2018. |           |               |                |

L'usage de ce mot est encore courant dans des disciplines autres que la géologie, par exemple en préhistoire pour qualifier l'âge de certains silex.
Cette division a été créée en 1842 par Alcide d'Orbigny. Elle tire son nom du peuple des Sénons qui a habité la région de Sens dans l'Yonne (France).

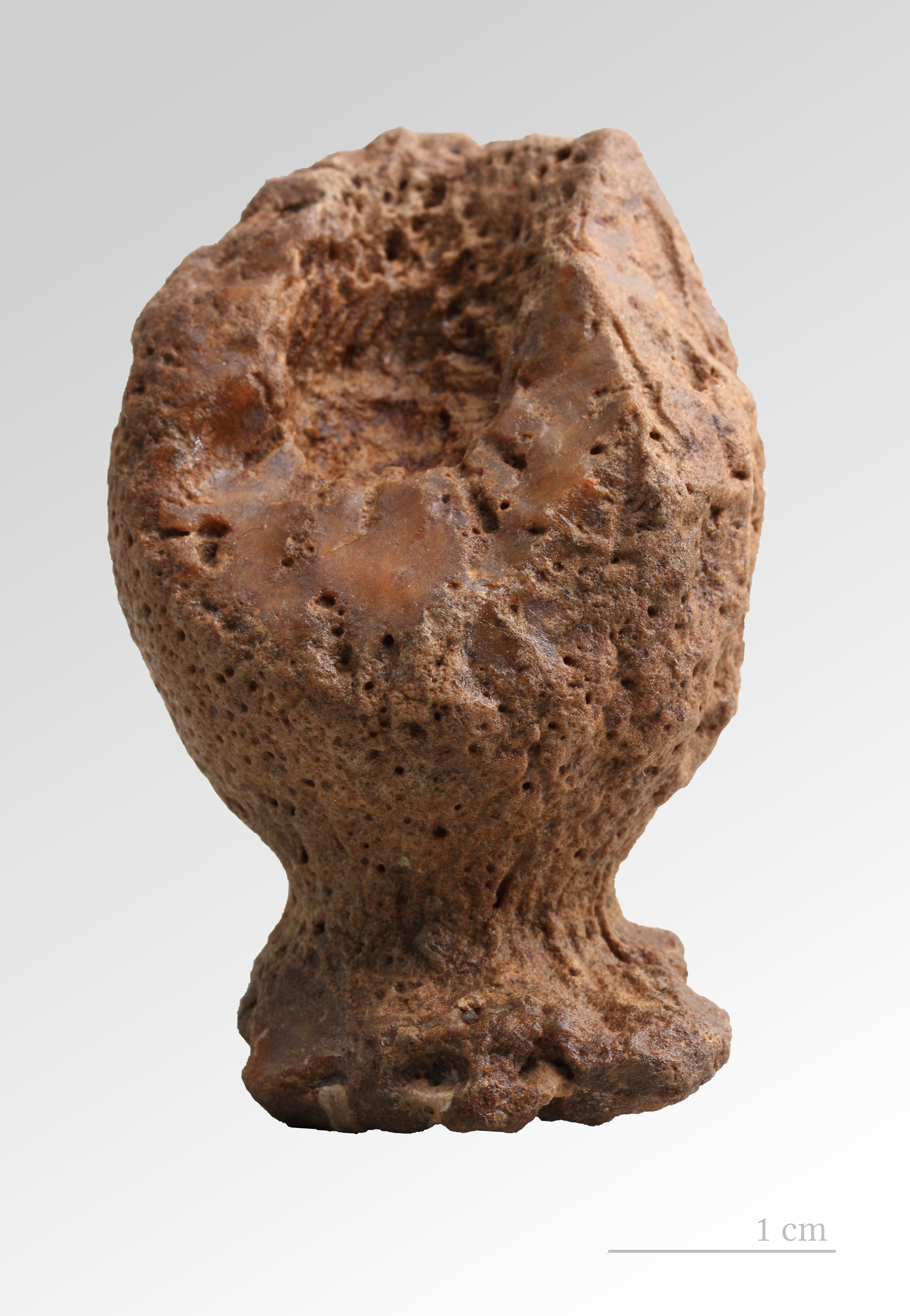
Siphonia pyriformis - Muséum de Toulouse
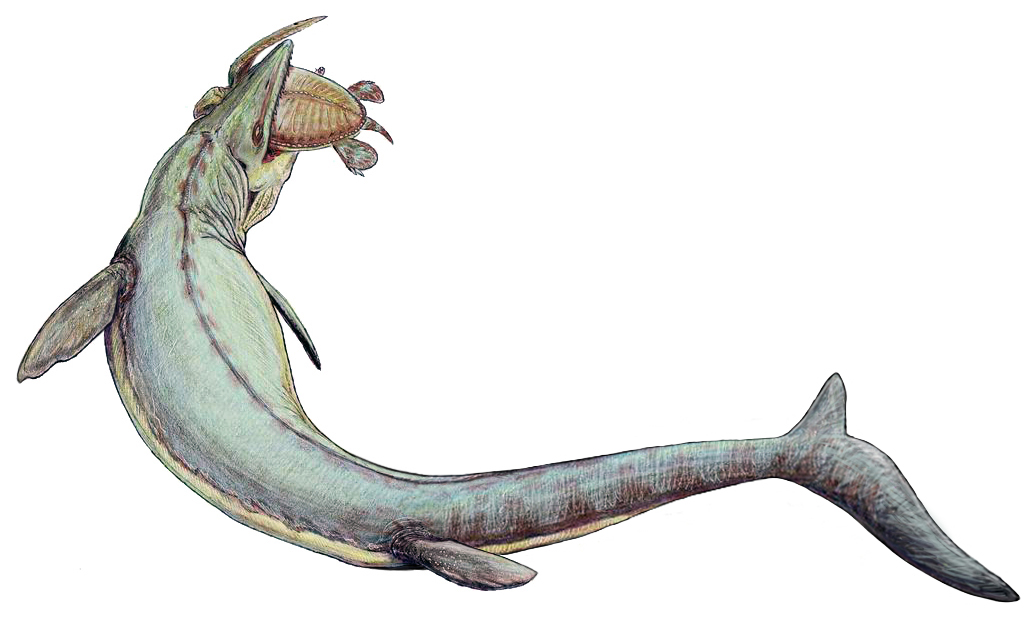
Reconstitution d'un mosasaure